# Бальдеггське озеро
Бальдегське озеро або Бальдеггер-Зе (нім. Baldeggersee, Baldegger See, фр. Lac de Baldegg, італ. Lago di Baldegg) — проточне озеро льодовико-тектонічного походження в швейцарському кантоні Люцерн. Розташовується на території округу Хохдорф у північно-східній частині кантону.
Озеро знаходиться в 14,5 км на північ від Люцерна, на висоті 463 м над рівнем моря у південній частині долини Зеталь між хребтів Лінденберг та Ерлозен Швейцарського плоскогір'я. Витягнуто у субмеридіональному напрямку на 4,2 км, шириною до 1,3 км. Площа водної поверхні – 5,2 км² (за іншими даними — 5,3 км²). Об'єм — 0,173 км (за іншими даними — 0,178 км). Протяжність берегової лінії — 12,938 км. Середня глибина — 33 м, найбільша — 66 м досягається в центральній частині озера. Площа водозбірного басейну — 69 км. Сток йде на північ річкою Абах в сусіднє Хальвільське озеро.
Чисельність іхтіофауни в озері почала скорочуватися ще в ХІХ столітті; у першій половині XX століття з озера майже повністю зникли лососьові, що раніше переважали. З 1982 року в озері застосовується примусова аерація і змішування водних мас для стримування евтрофікації, що посилюється з 1950-х років через інтенсивне тваринництво.